# Norman Macfarlane, barone Macfarlane di Bearsden
Norman Macfarlane Bruce, barone Macfarlane di Bearsden (Glasgow, 5 marzo 1926 – 4 novembre 2021), è stato un imprenditore e filantropo scozzese.

## Biografia
Dopo aver frequentato la High School of Glasgow, nel 1945 entrò nella Royal Artillery. Prestò servizio in Palestina tra il 1945 e il 1947. Dopo il congedo lavorò nel settore privato e nel 1949 fondò l'azienda di confezionamento NS Macfarlane & Co Ltd, che in seguito divenne il Macfarlane Group. Negli anni seguenti in azienda fu amministratore delegato dal 1973 al 1990, presidente del consiglio di amministrazione dal 1973 al 1998 presidente onorario del consiglio di amministrazione dal 1999.
Macfarlane a partire dalla metà degli anni '60 ricoprì molti incarichi nel mondo dell'economia e delle organizzazioni imprenditoriali e sociali. Dal 1965 fu presidente dell'Associazione dei cartolai di Gran Bretagna e Irlanda e presidente della categoria cartolai di Glasgow dal 1968 al 1970. Fino al 1972 fu presidente del Glasgow HS Club. Fu anche membro del consiglio della c Confederation of British Industry in Scotland dal 1975 al 1981, membro del consiglio della camera di commercio di Glasgow dal 1976 al 1979, presidente del Royal Glasgow Institute of the Fine Arts dal 1976 al 1987, membro del consiglio di amministrazione della Royal Scottish National Orchestra dal 1977 al 1982, patrono scozzese del National Art Collection Fund dal 1978, membro firmatario dei Lloyd's di Londra dal 1978 al 1997, direttore del Third Eye Centre, precursore del Centre for Contemporary Arts di Glasgow dal 1978 al 1981, membro del consiglio di amministrazione della Glasgow School of Art dal 1978 al 1987, socio onorario e dal 2001 presidente onorario della stessa, membro del consiglio della Scottish Development Agency dal 1979 al 1987, membro del consiglio consultivo dell'Università di Glasgow dal 1979 al 1987, membro del consiglio di amministrazione della High School of Glasgow dal 1979 al 1992, presidente onorario della stessa del 1992, membro del consiglio di amministrazione dell'Agenzia scozzese per lo sviluppo dal 1979 al 1987, membro della Royal Fine Art Commission for Scotland dal 1980 al 1982, membro del consiglio della Clydesdale Bank dal 1980 al 1996 e poi vicepresidente della stessa, membro del consiglio di Edinburgh Fund Managers plc dal 1980 al 1998, membro della Royal Fine Art Commission for Scotland dal 1980 al 1982, direttore di General Accident Fire & Life Assurance Corp dal 1984 al 1996, presidente del Board of American Trust plc dal 1984 al 1997, presidente dell'agenzia di sviluppo di Glasgow dal 1985 al 1992, fiduciario della National Gallery of Scotland dal 1986 al 1997, presidente della United Distillers dal 1987 al 1996, presidente del birrificio Guinness dal 1987 al 1989, fiduciario del National Heritage Memorial Fund dal 1984 al 1997 e della National Gallery of Scotland dal 1986 al 1997, presidente onorario della Charles Rennie Mackintosh Society dal 1988, vicepresidente del birrificio Guinness dal 1989 al 1992, patrono della Scottish Licensed Trade Association dal 1992, Lord Alto Commissario presso l'Assemblea Generale della Chiesa di Scozia negli anni 1992, 1993 e 1997, vice luogotenente del Dunbartonshire dal 1993, presidente onorario a vita dell'organizzazione di cura del cancro Diageo dal 1996, presidente onorario a vita di The Fine Art Soc plc dal 1998, presidente di Tenovus in Scozia dal 2006 e direttore di Culture and Sport Glasgow dal 2007.
Dal 1975 fu coinvolto nello Scottish National Ballet e prestò servizio come membro del consiglio dal 1975 al 1983, vicepresidente dal 1983 al 1987 e presidente onorario dal 2001.
Per i suoi servizi, il 9 febbraio 1983 venne nominato cavaliere. Il 1º marzo successivo la regina madre Elizabeth Bowes-Lyon, in rappresentanza della regina Elisabetta II, lo investì ufficialmente durante una cerimonia tenutasi a Buckingham Palace a Londra. Con lettere patenti del 29 luglio 1991 venne nominato pari a vita con il titolo di barone Macfarlane di Bearsden, di Bearsden nel distretto di Bearsden e Milngavie. Poco dopo entrò nella Camera dei lord. Apparteneva al gruppo del Partito Conservatore. Il 29 novembre 1996 venne nominato cavaliere dell'Ordine del Cardo. Il 21 luglio 2016 si ritirò dalla Camera dei lord.
Ricevette dottorati honoris causa in giurisprudenza dall'Università di Strathclyde nel 1986, in giurisprudenza dall'Università di Glasgow nel 1988, dall'Università di Stirling nel 1992, dall'Università di Edimburgo nel 1992, in giurisprudenza dalla Glasgow Caledonian University nel 1993 e in giurisprudenza dall'Università di Aberdeen nel 1995.
Fu membro del Glasgow Art Club dal 1969, socio onorario della Royal Incorporation of Architects in Scotland dal 1984, della Royal Society of Edinburgh dal 1991  e del Royal College of Physicians and Surgeons of Glasgow dal 1992 e membro onorario di Royal Incorporated.
Era cittadino onorario di Dumfries e Galloway dal 2006 e di Glasgow dal 2007, mecenate onorario del Queen's Park Football Club e membro onorario a vita della Scottish Football League dal 2006. Fu insignito della Glasgow Saint Mungo Medal nel 2005 e del Goodman Award for Art and Business nel 2007.
Morì il 4 novembre 2021 all'età di 95 anni.